# Get Out My Head
Get Out My Head è un singolo del DJ irlandese Shane Codd, pubblicato il 25 maggio 2020.

## Tracce
Testi e musiche di Shane Codd.
Download digitale
1. Get Out My Head – 3:24

Download digitale – Swarmz & S1mba Remix
1. Get Out My Head (con Swarmz e S1mba) (Swarmz & S1mba Remix) – 2:34

Download digitale – Todd Terry Remix
1. Get Out My Head (Todd Terry Remix) – 3:08

## Formazione
- Shane Codd – programmazione, produzione
- James F. Reynolds – missaggio
- Stuart Hawkes – mastering

## Classifiche

### Classifiche settimanali
| Classifica (2021) | Posizione massima |
| ----------------- | ----------------- |
| Belgio (Fiandre)  | 16                |
| Belgio (Vallonia) | 31                |
| Croazia           | 17                |
| Irlanda           | 5                 |
| Paesi Bassi       | 32                |
| Polonia           | 5                 |
| Regno Unito       | 6                 |

### Classifiche di fine anno
| Classifica (2021) | Posizione |
| ----------------- | --------- |
| Belgio (Fiandre)  | 54        |
| Croazia           | 40        |
| Irlanda           | 32        |
| Polonia           | 43        |
| Regno Unito       | 39        |